# トモズ
株式会社トモズ（英: Tomod’s CO., LTD.）は、首都圏を中心に欧米型ドラッグストア・調剤薬局を展開する住友商事の子会社。

## 沿革
- 1993年9月 - 「住商リテイルストアーズ株式会社」としてスタート。
- 1994年4月 - 第1号店（トモズ池尻大橋店）を出店。
- 1997年3月 - アメリカンファーマシーを買収。
- 2001年12月 - 西友グループの朝日メディックスと統合し、「株式会社住商ドラッグストアーズ」に商号変更。
- 2007年1月 - コーエイドラッグと統合。
- 2010年1月1日 - クスリのカツマタと事業統合。
- 2012年
  - 1月 - ロゴの色を青色に変更した新型店舗（通称・青トモズ）を出店開始[3][4]。
  - 3月 - 台湾の三商行グループ（中国語: 三商企業）と親会社の住友商事が合弁で三友藥妝股份有限公司を設立し「Tomod's」ブランドのドラッグストアを展開することで合意[5]、台湾に進出する。
  - 10月 - 高級化粧品セレクトショップ「INCLOVER」の第1号店をラゾーナ川崎プラザ内に出店。
- 2014年4月1日 - 「株式会社トモズ」に商号変更[6]。
- 2018年
  - 8月1日 - 共通ポイントサービス「Ponta」を導入[7]。
  - 12月28日 - QRコード決済サービス（d払い、楽天ペイ、LINE Pay、PayPay）を全店導入（一部対象外店舗あり）[8]
- 2020年
  - 3月18日 - 新業態ドラッグストア「THIS IS 365」を西宮阪急内に出店し、兵庫県再進出[9][注釈 1]。
  - 4月1日 - 全店舗でレジ袋・紙袋を有料化[10]
- 2021年
  - 3月17日 - 日本郵便とトモズの連携による医薬品などの通販事業の開始[11]
  - 3月24日 - 住友商事におけるリテール部門の一つであるサミットとの共同店舗「けんコミ」の1号店を鳩ケ谷駅前店に開設[12]し、以後数店舗で展開。
- 2022年
  - 3月1日 - 群馬県内の調剤薬局3店舗を他社から譲渡され、同社初の群馬県進出。
  - 3月31日 - 共通ポイントサービス「dポイント」を導入[13]。
  - 7月1日 - 山梨県内の調剤薬局3店舗を他社から譲渡され、同社初の山梨県進出。
- 2023年4月1日 - 住友商事子会社のアロスワン（後の住商ファーマシーズ）をトモズ傘下に変更。

## 出店地域・店舗数
首都圏を中心に、275店舗を展開（2024年3月時点）。一部で仙台圏や兵庫県にも飛び地出店している。処方せん受付店は209店舗で、うち108店舗は調剤専門店である。
- 東北地方
  - 宮城県 - 4店舗（いずれも仙台市内に出店し、多くがメディコからの転換店舗）
- 関東・甲信越地方
  - 群馬県 - 3店舗[注釈 2]
  - 埼玉県 - 24店舗
  - 千葉県 - 13店舗
  - 東京都 - 160店舗
  - 神奈川県 - 60店舗
  - 山梨県 - 4店舗[注釈 3]
- 関西地方[注釈 4]
  - 兵庫県 - 7店舗[注釈 5]

## 店舗ブランド

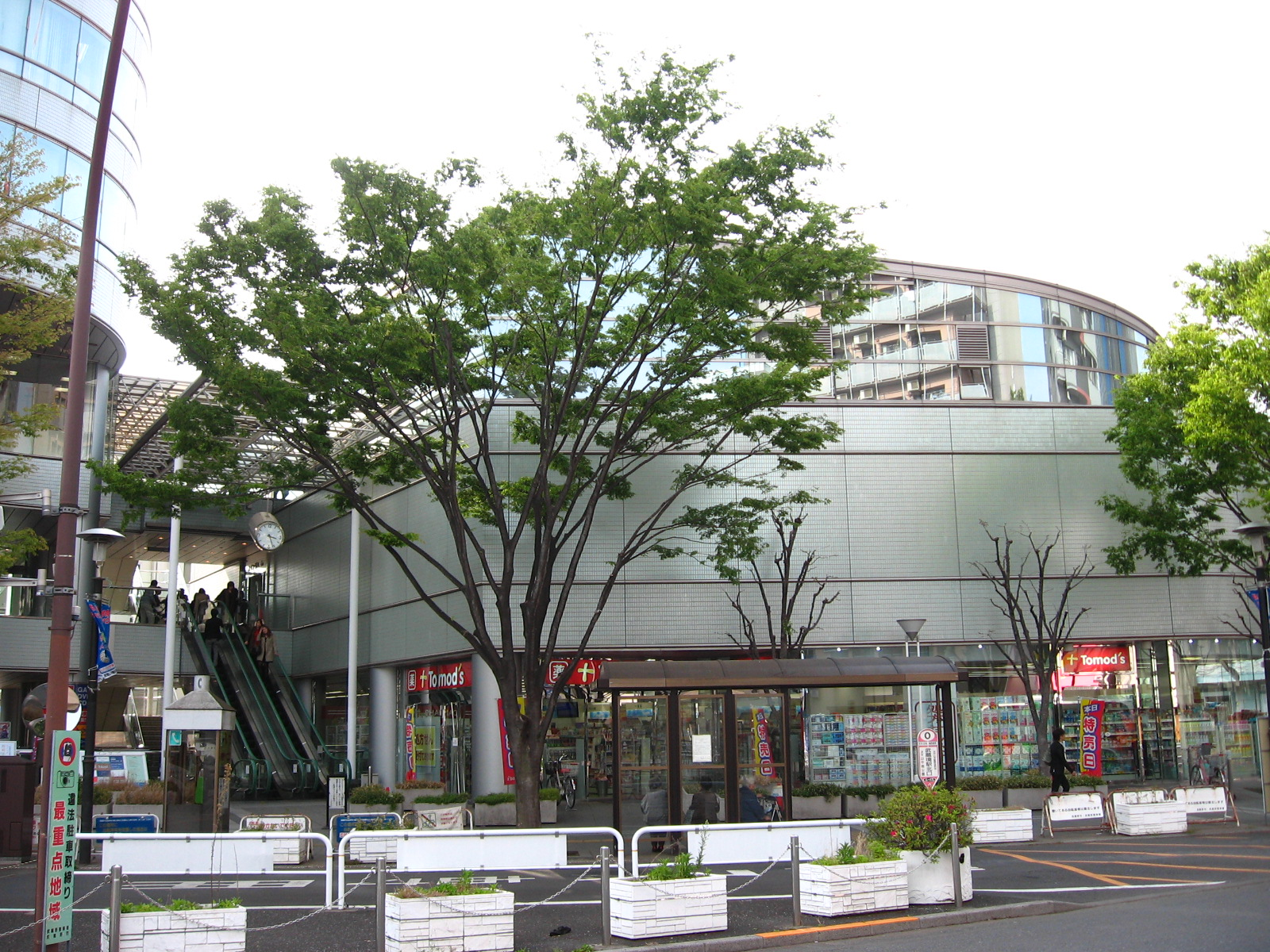
主な店舗例（トモズ武蔵境店：東京都）

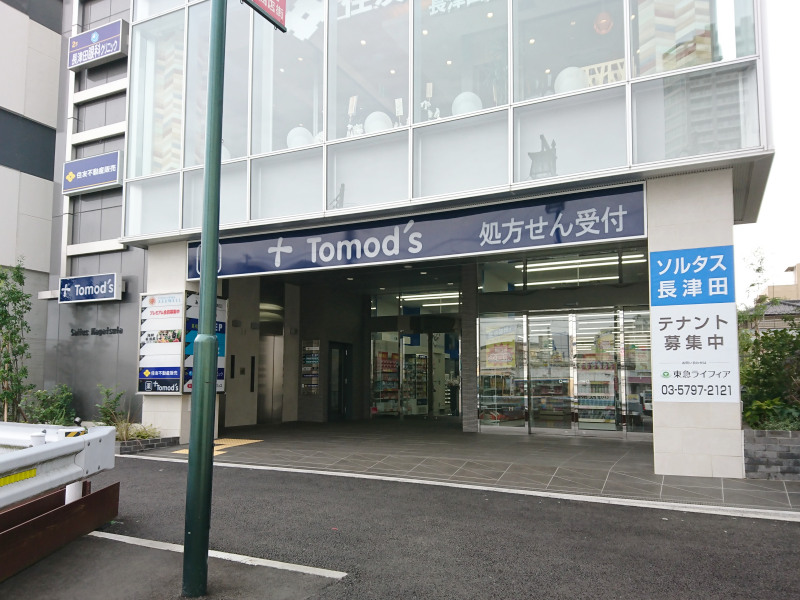
主な店舗例（トモズ長津田店：神奈川県）

### ドラッグストア
- トモズ - 地域密着型のドラッグストアで同社のメインブランド。当初は赤い看板（通称・赤トモズ[14]）だったが、2012年より青い看板（通称・青トモズ）に変更し、以降は既存店舗でも順次改装による看板の変更を進めている[4]。多くの店舗が調剤併設店だが、一部は調剤機能を持たず、これらはかつてトモズエクスプレスとして区別されていた。
- アメリカンファーマシー - 調剤・物販併設、欧米型ドラッグストア
- AP by AMERICAN PHARMACY - 調剤機能を持たないアメリカンファーマシー
- クスリのカツマタ - 多くがトモズに転換され、現在は物販専門店1店舗のみが現存

### 調剤専門店
ほとんどが他社から事業譲渡された店舗で、一部は薬局トモズに屋号変更されずに営業を続けている。
- 薬局トモズ - 同社の調剤専門店メインブランド
- メディコ - 旧朝日メディックス店舗で、統合当時は東京都・埼玉県・宮城県仙台市・大阪府・兵庫県に展開していたが、トモズへの転換などで現在は都内の調剤2店舗のみ
- ベイ薬局 - 都内に3店舗を展開
- おぎの薬局 - 都内に1店舗のみ
- ころころ薬局 - 埼玉県内に1店舗のみ
- にこにこ薬局 - 埼玉県内に1店舗のみ
- ぽかぽか薬局 - 埼玉県内に1店舗のみ
- あいあい薬局 - 群馬県内に1店舗のみ
- きらきら薬局 - 群馬県内に1店舗のみ
- ぐんぐん薬局 - 群馬県内に1店舗のみ
- ポートサイド薬局 - 神奈川県内に1店舗のみ
- こじか薬局 - 神奈川県内に4店舗を展開
- エル薬局 - 神奈川県内と山梨県内に4店舗を展開
- サンク調剤薬局 - 山梨県内に1店舗のみ
- オーダー薬局 - 兵庫県内に6店舗を展開

### 化粧品専門店
- INCLOVER - 高級化粧品セレクトショップ

### 過去に存在した業態
- THIS IS 365 - 新業態ドラッグストアとして、兵庫県の西宮阪急に2020年3月18日オープン[9]。2022年9月30日閉店・屋号消滅[15]。
- コーエイ - 旧コーエイドラッグのドラッグストア・調剤薬局で、東京23区内に展開していた。2012年に屋号消滅。
- コンシェルジュ ラヴィ - 旧コーエイドラッグの新業態ドラッグストアで、2005年に東京プリンスホテル パークタワー（現ザ・プリンス パークタワー東京）の開業と同時に出店。統合後はトモズが運営を引き継ぎ、しばらくして閉店。